# التلم الخلفي الوحشي للنخاع
عند كلّ جانبٍ من التَّلِم الخلفيّ الأُنسيّ وبمسافةٍ قصيرة عنه، ترتبط جذور العصب الخلفيّ بتَلَمٍ عَمودِيّ يُدعى التَّلِم الخلفيّ الوحشيّ. يُدعى القسم من النُّخاع المُتوضِّع بين النُّخاع والتَّلِم الخلفيّ الأُنسيّ الحَبْلَةُ الخَلْفِيَّةُ.

## روابط خارجيّة
- أطلس تشريح جامعة ميشيغان n3a2p3